# Комплекс Кассандри

Зображенняя Кассандри авторства Евелін де Морґан

Комплекс Кассандри (також «синдром Кассандри», «феномен Кассандри», «дилема Кассандри», «прокляття Кассандри») стосується людини, чиї обґрунтовані застереження або побоювання інші не сприймають серйозно.
Термін походить з грецької міфології. Кассандра була дочкою Пріама, царя Трої. Вражений її красою, Аполлон наділив її даром пророцтва — або за умови, що вона прийме його романтичні залицяння, або без попередньої згоди Кассандри (залежно від джерела). Коли ж Кассандра відмовила Аполлону в його романтичних залицяннях, він наклав на неї прокляття, яке гарантувало, що ніхто не віритиме її застереженням. Кассандра залишалася зі знанням майбутніх подій, але не могла ані змінити їх, ані переконати інших у достовірності своїх передбачень.
Люди застосовували цю метафору в різних контекстах, таких як психологія, екологізм, політика, наука, кінематограф, корпоративний світ і філософія; вона використовується щонайменше з 1914 року, коли Чарлз Оман ужив її у своїй книзі A History of the Peninsular War, том 5, виданій у 1914 році: «обидва вони погодилися ставитися до пророцтв, подібних до Кассандри, які французький генерал Поль Тьєбо надсилав із Саламанки, як до “шалених і вихороподібних слів”». (Оксфордський словник англійської мови фіксує вживання «Cassandra like» з 1670 року та «Cassandra-like» з 1863 року.) Пізніше, у 1949 році, французький філософ Гастон Башляр запровадив термін «Комплекс Кассандри» для позначення віри в те, що події можна знати заздалегідь.